# آبشار لهامیت
آبشار لهامیت (به انگلیسی: Lehamite Falls) آبشاری است که در پارک ملی یوسیمیتی، کالیفرنیا، ایالات متحده آمریکا واقع شده و ارتفاع کلی ریزشگاه آن ۱٬۱۸۰ فوت (۳۶۰ متر) است.